# 太极集团
重庆太极实业（集团）股份有限公司（英語：Chongqing Taiji Industry（Group）Co., Ltd，上交所：600129）是一家在上海证券交易所上市的医药公司，简称太极集团，主要业务是在中国加工、销售中成药、西药、保健用品。公司成立时原为重庆市涪陵区（更早时为四川省涪陵市）区属国有企业，2020年9月公司实行混合所有制改革，现为中国医药集团下属中国中药有限公司控股子公司。

## 历史
太极集团于1993年12月28日在涪陵注册登记，注册资本为25,260万人民币。1997年经重庆市人民政府批准，太极集团由定向募集公司变为社会募集公司。
1997年9月15日，太极集团经中国证券管理委员会批准，首次向社会公众发行人民币普通股A股5000万股。
1997年11月18日，太极集团在上海证券交易所上市。
2020年10月28日，太极集团官微发文称，重庆市涪陵区国资委与中国医药集团有限公司（以下简称“国药集团”）全资子公司中国中药、涪陵国投及太极有限，就对太极集团控股股东太极有限增资事宜签订增资协议。增资完成后，太极有限的股权结构变更为中国中药持股比例66.6666%；涪陵区国资委持股15.9164%；涪陵国投持股17.417%。

## 公司结构
目前拥有重庆桐君阁股份有限公司、西南药业股份有限公司、太极集团重庆涪陵制药厂有限公司等39家控股子公司。